# Giekerk
Giekerk (officieel, Fries: Gytsjerk, [’ɡitsjɛrk]) is een dorp in de gemeente Tietjerksteradeel, in de Nederlandse provincie Friesland.
Het ligt ongeveer negen kilometer ten noordoosten van Leeuwarden en ten zuidwesten van Oenkerk, in de Trijnwouden. In 2023 telde het dorp 2.260 inwoners. Onder het dorp valt ook de buurtschap Giekerkerhoek. 

## Geschiedenis
Het dorp lag van oorsprong iets westelijker dan het sinds de 20ste eeuw is gelegen. Het centrum van het dorp lag rond de Martinuskerk. Deze kerk uit de 12e eeuw staat aan de Canterlandseweg en is zo een overblijfsel van het oude dorp. Ook de buurtschap Giekerkerhoek is ontstaan uit de overblijfsel van het dorp. Van oorsprong liep er een pad van de kerk naar de kosterswoning en een school die in wat later de buurtschap  werd stonden.
De plaatsnaam zou verwijzen naar de oprichter of eigenaar van de kerk, ene 'Gye'. In 1439 werd de plaats vermeld als 'Gheszerka', in 1511 als Geekerck(e) en in 1580 als Ghietercke. Aan een oudere vermelding  als Ghetzercka  in 1242 wordt aan de echtheid ervan sterk getwijfeld.

## Voorzieningen
Qua onderwijs zijn er in het dorp de OBS Thrimwalda en Christelijke basisschool Ichthus. Verder kent het dorp een openluchtzwembad De Sawn Doarpen en een openluchtijsbaan.

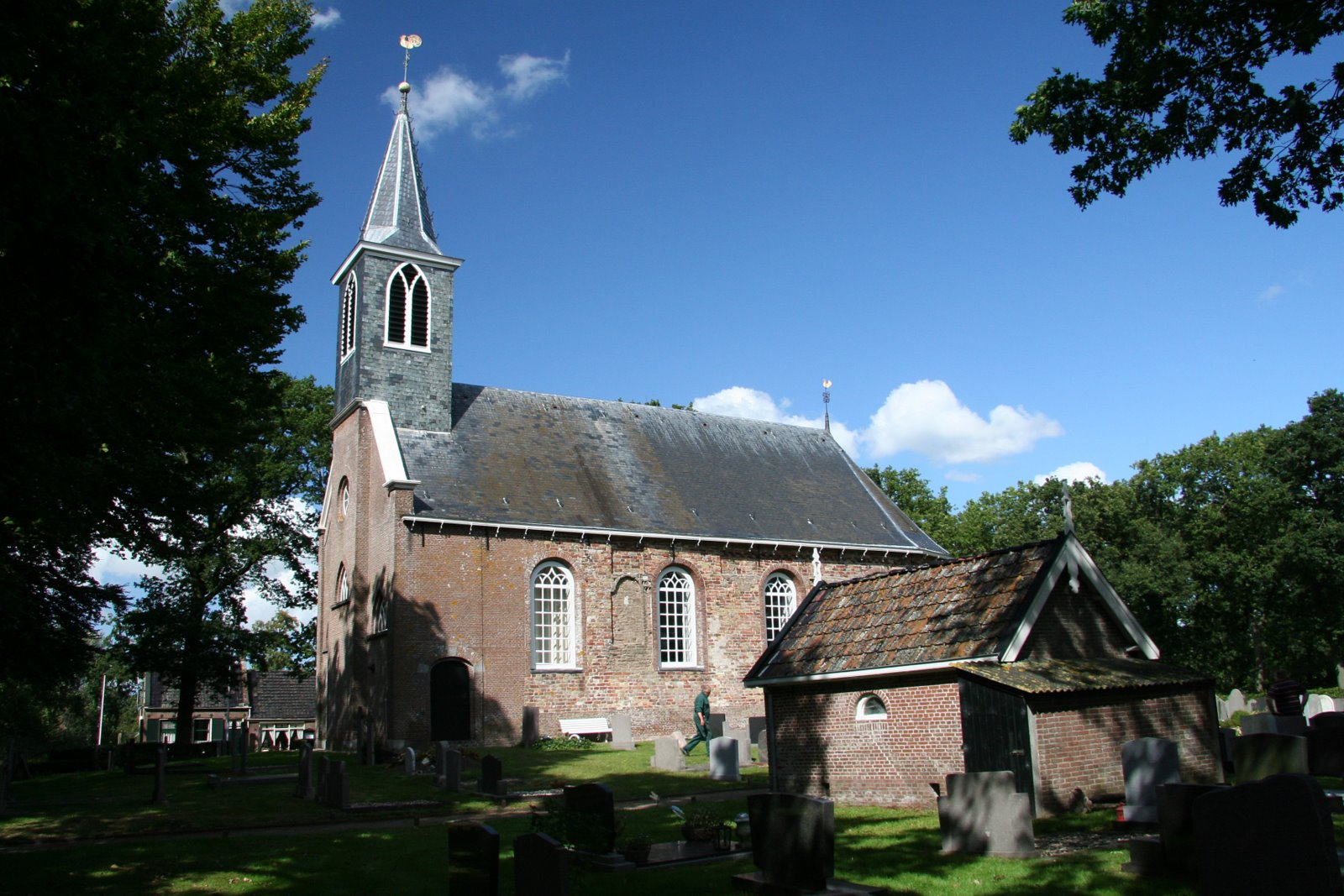
Martinuskerk
Elfstedenmonument

## Monumenten
De Coöperatieve Stoomzuivelfabriek "Trynwâlden" is een rijksmonument en staat sinds 14 september 1999 geregistreerd als beschermd cultureel erfgoed. De fabrieksschoorsteen is verhuisd naar het Nederlands Openluchtmuseum te Arnhem.

## Geboren in Giekerk
- Marjon Wijnsma (1965), atlete
- Nynke Klopstra (1973), judoka
- Doutzen Kroes (1985), fotomodel
- Rens Kroes (1987), blogger, schrijfster
- Paula Boonstra (1998), volleybalster

Steden, dorpen en gehuchten: Bartlehiem (deels) · Bergum · Eastermar · Eernewoude · Eestrum · Garijp · Giekerk · Hardegarijp · Molenend · Noordbergum · Oenkerk · Oudkerk · Rijperkerk · Suameer · Suawoude · Tietjerk · Veenwoudsterwal (deels) · Wijns

Buurtschappen: De Joere · Giekerkerhoek · Hoogzand · Iniaheide · Kleinegeest · Kuikhorne (deels) · Noordermeer · Quatrebras · Schuilenburg · Siegerswoude · Sumarreheide (Suameerderheide) · Tergracht (deels) · Witveen · Zevenhuizen · Zwartewegsend

Friesland: Steden en dorpen      Nederland: Provincies · Gemeenten